# Montse Fajardo
Pour les articles homonymes, voir Fajardo et Pérez.
Montse Fajardo Pérez, née à Vilagarcía de Arousa le 27 avril 1973, est une universitaire, journaliste et écrivaine espagnole.

## Biographie
Montse Jajardo naît en 1973 à Vilagarcía de Arousa, en Galice
Elle est diplômée en science politique et en sciences de l'administration.
Elle prend conscience de la répression franquiste durant son enfance, en écoutant les récits de sa grand-mère, qui lui apprend le temps de la guerre d'Espagne et la période silencieuse de la peur des exactions franquistes.
Très jeune, elle oriente ses études universitaires et son travail de recherche sur la récupération de la mémoire histoire étudiée depuis une perspective féministe.
Son premier livre, Matriarcas. Mulleres en pé de vida, est édité en 2012.
Elle consacre sa carrière à l'histoire de la condition féminine et à la lutte pour la défense des droits des femmes de nos jours.

## Travaux

### Histoire de la mémoire des femmes
Elle fait partie de l'équipe du programme A memoria das mulleres (en français : La mémoire des femmes), mis en œuvre par la mairie de Pontevedra, afin de mettre en lumière les conséquences du soulèvement nationaliste de 1936 et de la dictature franquiste sur les femmes.

## Articles connexes

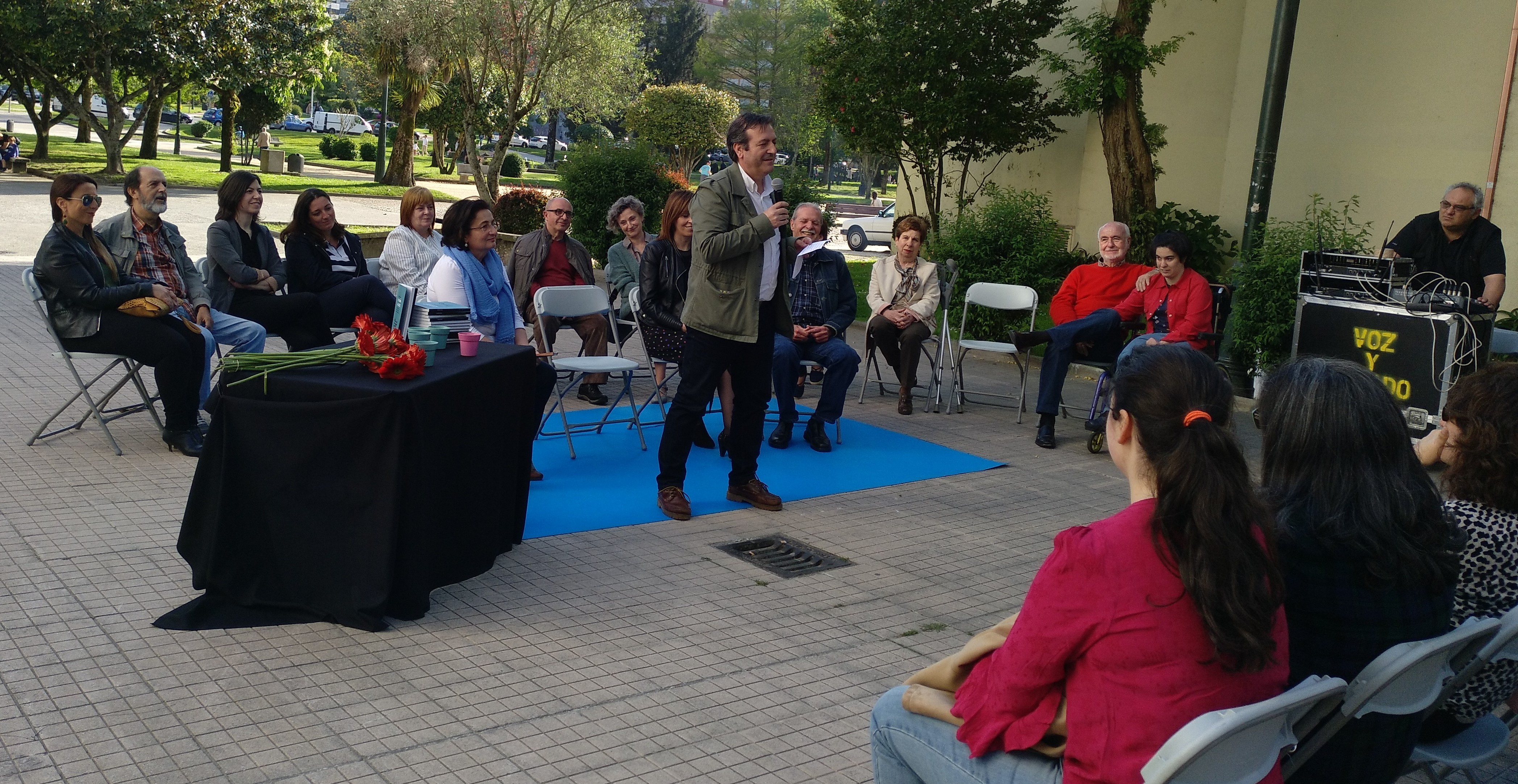
Présentation de "Lo escalón de Olieras...", à Pontevedra, le 5 mai 2018.